# Busch (Band)
Busch ist eine Musikband aus Bonn, die 1994 gegründet wurde.
Busch veröffentlichte 1995 auf dem Hamburger Gitarrenpop-Label Marsh-Marigold Records ihre Debüt-EP. 1996 folgte das Album Entsetzlich. Nach sechs Jahren mit sporadischen Konzerten erschien 2002 das Album Bossa Nova auf Apricot Records.

## Rezeption
Jan Wigger nahm im Spiegel Online das Album Bossa Nova in die Liste der „wichtigsten CDs der Woche“ auf.

## Diskografie
Alben
- 1996: Entsetzlich (CD, LP)
- 2002: Bossa Nova (CD)

EPs
- 1995: Debut (CD, EP)